# فیلیپ مکسس
فیلیپ ساموئل مکسس (فرانسوی: Philippe Samuel Mexès‎؛ زادهٔ ۳۰ مارس ۱۹۸۲) بازیکن فوتبال پیشین اهل فرانسه است. از باشگاه‌هایی که در آن بازی کرده‌است می‌توان به اوسر، رم و میلان اشاره کرد.

## دوران باشگاهی
مکسس فوتبال خود را از تیم شهرش تولوز آغاز کرد. سپس دو سال در تیم جوانان اوسر بازی کرد و در سال ۱۹۹۹ به تیم بزرگسالان اوسر پیوست.
در سال ۲۰۰۴ با قراردادی ۴ ساله به تیم رم پیوست.
در سال ۲۰۱۱ و پس از ۷ سال حضور در ترکیب تیم رم، بعنوان بازیکن آزاد به میلان پیوست.

## دوران ملی
مکسس در مسابقات جام جهانی فوتبال زیر ۲۰ سال عضو تیم جوانان فرانسه بود و در مقابل تیم جوانان ایران زنندهٔ یکی از گلهای تیمش بود.